# Gartenidee
Gartenidee (Eigenschreibweise: GartenIdee) ist eine Fachzeitschrift zum Thema Garten, die von der Bauer Media Group herausgegeben wird. Das Heft erscheint jeweils als Doppelmonatsausgabe sechsmal im Jahr. Redaktionssitz ist Hamburg. Chefredakteurin ist Kirsten Burmeister.

## Inhalt und Schwerpunkte
GartenIdee informiert und berät rund um die Gestaltung und Bepflanzung von Garten, Balkon und Terrasse. Inhaltlich liegt der Fokus auf den drei Rubriken „Ziergarten“, „Gartenpraxis“ und „Leben im Garten“.

## Auflage und Verbreitung
Gartenidee erreicht eine verkaufte Auflage von 80.000 Exemplaren (Quelle: Verlagsangabe).